# Kate Gale
Kate Gale (née en 1965) est une auteure, poète, librettiste et éditrice indépendante américaine. Elle est rédactrice en chef de Red Hen Press.

## Carrière
Gale et son mari Mark E. Cull ont fondé Red Hen Press en 1994. Gale est la rédactrice en chef de Red Hen Press ainsi que de la Los Angeles Review,, qui fait également partie de Red Hen Press, et l'ancien président du chapitre de Los Angeles de l'American Composers Forum. Elle a été présidente de PEN USA de 2005 à 2006 et siège au conseil d'administration de la School of Arts and Humanities de la Claremont Graduate University et de la Poetry Society of America. Elle enseigne dans le cadre du programme Low Residency MFA de l'Université d'Omaha  et du programme MFA en écriture créative de l'Université d'État de San Diego. Gale écrit aussi pour le HuffPost.

## Récompenses
- Allen Ginsberg Poetry Award
- Red Mountain Press Editor's Award[5]